# 热拉尔·弗努伊
热拉尔·弗努伊（法語：Gérard Fenouil，1945年6月23日—2023年10月8日），法国男子田径运动员。他曾代表法国参加1968年和1972年夏季奥林匹克运动会田径比赛，其中1968年奥运会获得一枚铜牌。